# Solms, Hessen
Solms är en stad i Lahn-Dill-Kreis i Regierungsbezirk Gießen i förbundslandet Hessen i Tyskland. Kommunen bildades 1 juli 1971 genom en sammanslagning av de tidigare kommunerna Burgsolms and Oberndorf. Kommunerna Bielhausen, en sammanslagning av Albshausen and Oberbiel 1 juli 1971, Niederbiel och Solms bildade 1 januari 1977 den ny kommunen Solms som fick rätten till att kallas stad 11 april 1978.